# Скульптура Матері Божої з Ісусом (Лавриківці)
Скульптура Матері Божої з Ісусом — історична пам'ятка у селі Лавриківцях Зборівської громади Тернопільського району Тернопільської области України. Розташована в заплаві річки.

## Історія
Встановлена 1883 року сім'єю Паславських-Багріїв. Первісно розташовувалася неподалік від господарства фундаторів та дороги — брукованого цісарського гостинця, який пролягав через село в напрямку містечка Поморянів.
У 1960-х роках знищена комуністичною владою. Але дочці господаря садибі — Галині, приснилася Діва Марія і попросила уві сні, щоб вона заховала зруйновану фіґуру. Після цього Багрії таємно перенесли до себе фрагменти скульптури на подвір'я і заховали на горищі будинку, де вона зберігалася тривалий час.
У 1990-х роках при відновленні незалежности України, родина Багріїв вирішила відновити фіґуру в первісному вигляді. За допомогою односельців насипано пагорб, на якому встановили скульптуру.
Нині фіґурою й надалі опікується родина Багріїв.

## Опис
Виготовлена із каменю.
Фіґура пофарбована, обгороджена невисоким парканом, обсаджена квітами.
Розміри: фіґура — 1,3 м, постамент — 1,7 м.